# Варшавский финансовый центр
Варшавский финансовый центр (Warsaw Financial Center, WFC) принадлежит к
числу самых престижных офисных зданий в Варшаве. Он расположен на пересечении улиц Эмилии Платер и Свентокжиской, в самом центре города. Объект был введен в эксплуатацию в 1998 году и являлся первым современным офисным зданием в столице.
Проект Варшавского финансового центра разработали американские архитектурные бюро
А. Epstein & Sons International и Kohn Pedersen Fox Associates в сотрудничестве с польскими архитекторами. Источником вдохновения для проекта являлся, в том числе, небоскреб 333 Wacker Drive в Чикаго. 
Варшавский финансовый центр предлагает в аренду в общей сложности 50 тыс. м² площади класса А+ и 350 парковочных мест для автомобилей и велосипедов. Каждый из 32 этажей здания располагает площадью 1900 м². высотой 2,75 м и он полностью приспособлен для нужд инвалидов. Передвижение между этажами облегчает 16 лифтов. В этом небоскребе высотой в 144 м расположены штаб-квартиры примерно 70 компаний. Высокого класса технические решения, такие, как собственное водоочистное сооружение, генераторный агрегат или подземные резервуары объёмом около 600 000 литров, делают здание полностью самодостаточным в плане доступа к электроэнергии, тепловой энергии и воде.
С конца 2012 года Варшавский финансовый центр является собственностью консорциума Allianz Real Estate и Curzon Capital Partners III, инвестиционного фонда, управляемого компанией Tristan Capital Partners.